# کوی-۴۸۷۸.۰۱
کوی-۴۸۷۸.۰۱ یک سیاره فراخورشیدی که به دور خود می چرخد. این سیاره رده سیاره های نوع جی اصلی قرار میگیرد. فاصله این سیاره در حدود ۱۰۷۵ سال نوری از زمین واقع شده است. سالهای نوری (۳۲۹ پارسک) ویژگی های این سیاره بسیار شبیه به زمین است و اگر تایید شود یکی از شبیه ترین سیارات زمین است.این سیاره ۹۸ درصد به زمین شباهت دارد. دوره مداری سیاره فراخورشیدی حدود ۴۴۹ روز زمینی است. به احتمال زیاد در منطقه قابل سکونت ستاره اصلی خود واقع شده است.